# Sol Polito
Sol Polito est un directeur de la photographie américaine d'origine italienne, né le 12 novembre 1892 et mort le 23 mai 1960. Il a notamment travaillé pour Michael Curtiz.

## Filmographie partielle

### Années 1910
- 1915 : Insouciance de Maurice Tourneur
- 1919 : La Rose messagère (Should a Woman Tell?) de John Ince

### Années 1920
- 1924 : La Danseuse du Caire (A Cafe in Cairo) de Chester Withey
- 1925 : Soft Shoes de Lloyd Ingraham
- 1925 : Le Courrier rouge (The Crimson Runner) de Tom Forman
- 1927 : The Land Beyond the Law
- 1928 : La Danseuse captive (Scarlet Seas) de John Francis Dillon
- 1928 : Le Pâtre des collines (The Shepherd of the Hills) de Albert S. Rogell
- 1929 : L'Île des navires perdus (The Isle of Lost Ships) d'Irvin Willat
- 1929 : Papillons de nuit (Broadway Babies) de Mervyn LeRoy

### Années 1930
- 1930 : The Widow from Chicago d'Edward F. Cline
- 1930 : Going Wild de William A. Seiter
- 1930 : No, No, Nanette
- 1931 : Woman Hungry de Clarence G. Badger
- 1931 : The Ruling Voice de Rowland V. Lee
- 1932 : Une allumette pour trois (Three on a Match) de Mervyn LeRoy
- 1932 : Deux Secondes (Two Seconds) de Mervyn LeRoy
- 1932 : Fireman, Save My Child de Lloyd Bacon
- 1933 : Le Roi de la chaussure (The Working Man) de John G. Adolfi
- 1933 : Chercheuses d'or de 1933 (Gold diggers of 1933) de Mervyn LeRoy
- 1933 : The Mind Reader de Roy Del Ruth
- 1933 : Un danger public de Lloyd Bacon
- 1934 : Dames de Ray Enright et Busby Berkeley
- 1934 : Wonder Bar de Lloyd Bacon et Busby Berkeley
- 1934 : Madame du Barry de William Dieterle
- 1934 : Un soir en scène (Sweet Adeline) de Mervyn LeRoy
- 1935 : Les Hors-la-loi ('G' Men) de William Keighley
- 1935 : In Caliente de Lloyd Bacon
- 1935 : La Dame en rouge (The Woman in Red) de Robert Florey
- 1935 : Émeutes (Frisco Kid) de Lloyd Bacon
- 1936 : La Charge de la brigade légère (The Charge of the light brigade) de Michael Curtiz
- 1936 : La Forêt pétrifiée (The Petrified Forest) de Archie Mayo
- 1936 : Héros malgré lui (Sons o' Guns) de Lloyd Bacon
- 1937 : La Revue du collège (Varsity Show) de William Keighley
- 1937 : Ready, Willing and Able de Ray Enright
- 1938 : Chercheuses d'or à Paris (Gold Diggers in Paris)
- 1938 : La Bataille de l'or (Gold Is Where You Find It) de Michael Curtiz
- 1938 : Les Aventures de Robin des Bois (The Adventures of Robin Hood) de Michael Curtiz
- 1938 : Les Anges aux figures sales (Angels with dirty faces) de Michael Curtiz
- 1938 : Le Vantard (Boy Meets Girl) de Lloyd Bacon
- 1939 : Les Conquérants (Dodge City) de Michael Curtiz
- 1939 : Les Fils de la Liberté (Sons of Liberty) (court-métrage) de Michael Curtiz
- 1939 : Quatre Jeunes Femmes (Four Wives) de Michael Curtiz

### Années 1940
- 1940 : La Caravane héroïque (Virginia City) de Michael Curtiz
- 1940 : L'Aigle des mers (The Sea Hawk) de Michael Curtiz
- 1940 : La Piste de Santa Fe (Santa Fe Trail) de Michael Curtiz
- 1940 : Ville conquise (City for Conquest) d'Anatole Litvak
- 1941 : Le Vaisseau fantôme (The Sea Wolf) de Michael Curtiz
- 1941 : Nuits joyeuses à Honolulu (Navy Blues) de Lloyd Bacon
- 1942 : Une femme cherche son destin (Now Voyager) d'Irving Rapper
- 1942 : Les Folles Héritières (The Gay Sisters) d'Irving Rapper
- 1942 : Les Chevaliers du ciel (Captains of the Clouds) de Michael Curtiz
- 1943 : L'Impossible Amour (Old Acquaintance) de Vincent Sherman
- 1944 : Arsenic et Vieilles Dentelles (Arsenic and old lace) de Frank Capra
- 1945 : Le blé est vert (The Corn is green) d'Irving Rapper
- 1946 : Cape et Poignard (Cloak and dagger) de Fritz Lang
- 1946 : Cinderella Jones de Busby Berkeley
- 1947 : L'Aventure à deux (The Voice of the Turtle),d'Irving Rapper
- 1947 : La Longue Nuit (The Long Night) de Anatole Litvak
- 1948 : Raccrochez, c'est une erreur ! (Sorry, wrong number) d'Anatole Litvak
- 1949 : Anna Lucasta (Anna Lucasta) de Irving Rapper